# Alcaudete de la Jara
Alcaudete de la Jara település Spanyolországban, Toledo tartományban. Alcaudete de la Jara Belvís de la Jara, Las Herencias, Retamoso de la Jara, Sevilleja de la Jara, Torrecilla de la Jara, San Bartolomé de las Abiertas és Santa Ana de Pusa községekkel határos. Lakosainak száma 1662 fő (2024).

## Népesség
A település lakosságának változását az alábbi diagram mutatja:
| Lakosok száma | 1825 | 1959 | 2026 | 2048 | 2057 | 1955 | 1748 | 1648 | 1614 | 1662 |
|               | 2001 | 2004 | 2007 | 2009 | 2012 | 2014 | 2017 | 2019 | 2022 | 2024 |